# Onísio Pereia
Onísio Pereia (* 25. Februar 2003) ist ein mosambikanischer Leichtathlet, der sich auf den Sprint spezialisiert hat.

## Sportliche Laufbahn
Erste internationale Erfahrungen sammelte Onísio Pereia im Jahr 2023, als er dank einer Wildcard im 100-Meter-Lauf bei den Weltmeisterschaften in Budapest startete und dort mit 11,09 s im Vorlauf ausschied.

## Persönliche Bestleistungen
- 100 Meter: 10,79 s (+0,4 m/s), 10. Juni 2023 in Sasolburg